# پزوی کلمبیا
پزوی کلمبیا (به انگلیسی: Colombian Peso) (به زبان بومی: peso colombiano) با کد ایزوی COP یکای پول کشور کلمبیا است. مسئولیت کنترل این یکای پول برعهدهٔ بانک مرکزی کلمبیا قرار دارد.